# Coffee City
Coffee City és una població dels Estats Units a l'estat de Texas. Segons el cens del 2000 tenia 193 habitants.

## Demografia
Segons el cens del 2000, Coffee City tenia 193 habitants, 84 habitatges, i 58 famílies. La densitat de població era de 40,7 habitants/km².
Dels 84 habitatges en un 22,6% hi vivien nens de menys de 18 anys, en un 48,8% hi vivien parelles casades, en un 16,7% dones solteres, i en un 29,8% no eren unitats familiars. En el 25% dels habitatges hi vivien persones soles el 16,7% de les quals corresponia a persones de 65 anys o més que vivien soles. El nombre mitjà de persones vivint en cada habitatge era de 2,3 i el nombre mitjà de persones que vivien en cada família era de 2,69.
Per edats la població es repartia de la següent manera: un 20,7% tenia menys de 18 anys, un 6,2% entre 18 i 24, un 20,7% entre 25 i 44, un 31,6% de 45 a 60 i un 20,7% 65 anys o més.
L'edat mediana era de 46 anys. Per cada 100 dones de 18 o més anys hi havia 88,9 homes.
La renda mediana per habitatge era de 34.792 $ i la renda mediana per família de 40.833 $. Els homes tenien una renda mediana de 26.607 $ mentre que les dones 30.833 $. La renda per capita de la població era de 19.789 $. Aproximadament el 26,6% de les famílies i el 22,6% de la població estaven per davall del llindar de pobresa.

## Poblacions més properes
El següent diagrama mostra les poblacions més properes.